# Microchromis zebroides
Microchromis zebroides е вид лъчеперка от семейство Цихлиди (Cichlidae). Видът е световно застрашен, със статут Уязвим.